# 마이크 왈츠
마이크 조지 글렌 왈츠(영어: Michael George Glen Waltz, 1974년 1월 31일~)는 미국의 정치인이다. 미국 육군 대령으로 플로리다 제6선거구의 미국 하원 의원을 역임하였다. 공화당 소속으로 2018년에 처음 선출되어 2019년부터 같은 당 소속의 론 디샌티스의 후임으로 46대 플로리다 주지사로 재임 중이다.
도널드 트럼프 2기 행정부의 국가안보보좌관 내정자이다.

## 생애
왈츠는 플로리다주 보인턴비치 출생이지만 잭슨빌에서 자랐다. 그는 버지니아 군사 학교에서 국제 연구학 학사 학위를 취득하였으며 미국 육군 소위로 임관하였다.

## 경력
왈츠는 미 육군 특수부대 그린베레 출신으로 전투 공로를 인정받아 청동성장을 4번 받았다.
또한, 도널드 럼즈펠드와 로버트 게이츠 국방장관 밑에서 국방정책 책임자로 일하였다. 또 백악관에서 부통령의 테러방지 고문으로 일하였다.

## 정치적 입장

### 아프가니스탄 전쟁
왈츠는 오바마 시대 군대 철수에 대한 공식 발표 당시 아프가니스탄에서 복무했던 시절에 대한 일화를 2017년 보수 정치 행동 컨퍼런스 청중에게 들려준 후 아프가니스탄 전쟁에 대해 다음과 같이 말하였다.
"그럼, 우리는 15년이나 지났나요? 그렇습니다. 우리는 훨씬 더 많은 싸움을 해야 할까요? 이슬람 극단주의 이념을 약화시키기 위한 장기 전략이 필요할까요? 파시즘과 공산주의를 무너뜨린 것처럼요? 그렇습니다. 그리고 아시다시피, 저는 우리가 오랜 시간을 보내야 한다고 생각하고, 우리 국가의 지도부는 미국 국민에게 '죄송하지만 선택의 여지가 없습니다. 우리는 세대를 거쳐 이어질 전쟁에 15년이나 들어섰습니다. 우리는 이념을 무너뜨리는 것에 대해 이야기하고 있기 때문입니다.'라고 말해야 한다고 생각합니다. 탱크를 폭격하는 것은 쉽지만 이념을 무너뜨리는 것은 매우 어렵습니다. 바로 그것이 우리가 해야 할 일입니다."— 아프간전에 대해 (2017년)

### 중국
왈츠는 대중 강경파로 간주되며, "우리는 중국 공산당과 냉전 중"이라고 말한 적이 있다. 그는 2021년 중국 공산당의 중국의 위구르족 박해, 강제 노동, 수용소 운영 등으로 2022년 베이징 동계 올림픽에 대한 미국의 전면적인 보이콧을 촉구한 최초의 의원이었다.
그는 또한 대중 정책을 조정하기 위해 14개 관할 위원회를 대표하는 15명의 공화당 의원으로 구성된 하원 중국 특위에도 참여하였다. 116대 의회에서는 미국이 중요 광물에 대한 해외 공급원에 대한 의존도를 줄이고 에너지 중요 광물 연구 및 에너지부 자체 프로그램을 구축하여 중국에서 미국으로의 공급망을 다시 가져오기 위해 2020년 미국 중요 광물 탐사 및 혁신법을 후원하였다. 이 법안은 2021년도 회기 예산안의 Z부문 7002조에 따른 법률 서명으로 이어졌다.
왈츠는 또한 중국의 간첩 활동으로부터 미국의 대학과 아카데미를 보호하기 위한 입법의 선구자이기도 하다. 2020년 그는 모든 기관이 연구자들에게 연방 자금 지원 신청서에 모든 외국 자금 출처를 공개하도록 하는 보편적 요구 사항을 제공하는 법안을 확보하였다.

### 이란
왈츠는 미국과 영국·프랑스·독일 등이 이란의 핵물질 농축 가속화와 관련하여 대(對)이란 압박 강화를 시작하자 "대이란 정책에 거대한 변화가 있을 것"이라며 현금과 석유를 옥죄어야 한다고 주장하였다.

## 역대 선거 결과
| 선거명      | 직책명                        | 대수  | 정당   | 득표율 | 득표수    | 결과 | 당락                   |
| ----------- | ----------------------------- | ----- | ------ | ------ | --------- | ---- | ---------------------- |
| 2018년 선거 | 하원의원 (플로리다 제6선거구) | 116대 | 공화당 | 56.31% | 187,891표 | 1위  | 플로리다 하원의원 당선 |
| 2020년 선거 | 하원의원 (플로리다 제6선거구) | 117대 | 공화당 | 60.61% | 265,393표 | 1위  | 플로리다 하원의원 당선 |
| 2022년 선거 | 하원의원 (플로리다 제6선거구) | 118대 | 공화당 | 75.33% | 226,548표 | 1위  | 플로리다 하원의원 당선 |
| 2024년 선거 | 하원의원 (플로리다 제6선거구) | 119대 | 공화당 | 66.53% | 284,414표 | 1위  | 플로리다 하원의원 당선 |